# Wurmeck

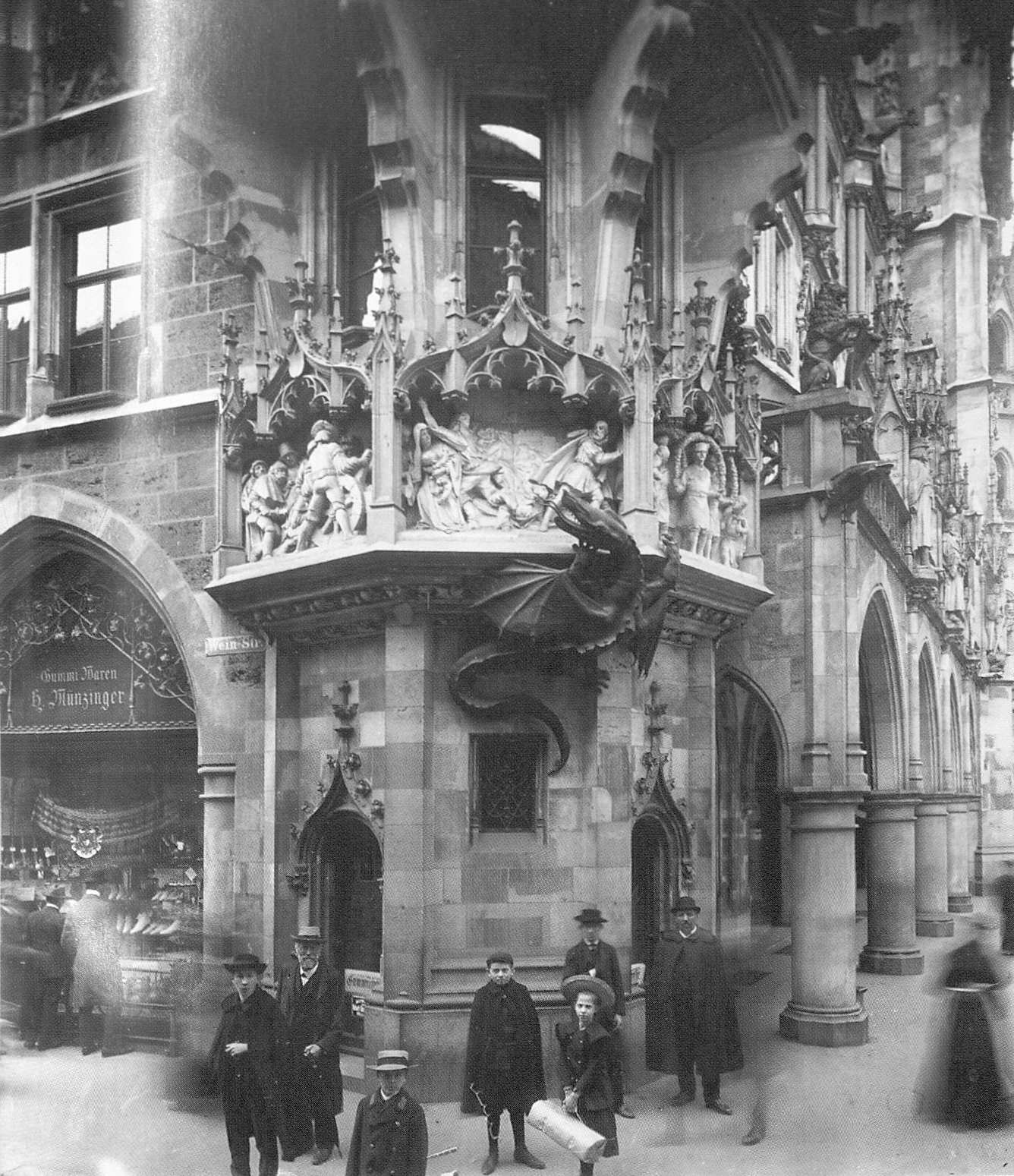
Das Wurmeck auf einem Bild von 1910

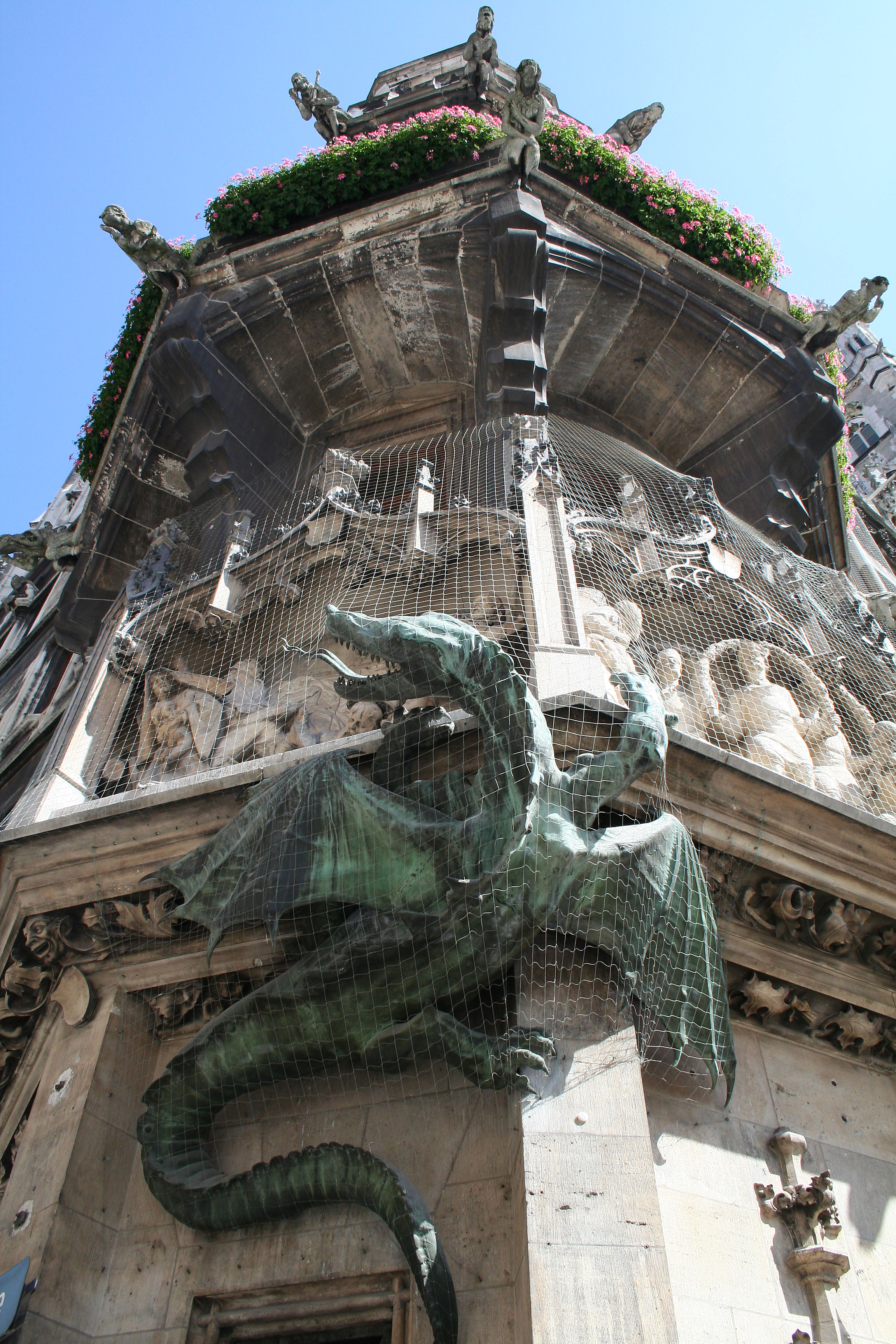
Der Wurm

Das Wurmeck ist die Südwestecke des Neuen Rathauses in München, an der die Weinstraße in den Marienplatz mündet. Das 1906 fertiggestellte Gebäude weist hier einen Eckturm auf, dessen Fassadengestaltung in mehreren Etagen die Münchner Sage vom Lindwurm aufgreift.

## Gestaltung
Über dem Erdgeschoss windet sich eine kupferne Darstellung des Lindwurms an dem neugotischen Ecktürmchen hoch. Die Figur wurde durch den Bildhauer Anton Kaindl modelliert und von Hygin Kiene in Kupfer getrieben. Darüber sind drei Steinreliefs angebracht, die die Sage vom Münchner Lindwurm erzählen. In das mittlere Feld steigt der Lindwurm auf, ein Bürger stürzt zu Boden vom Gifthauch des Tieres getroffen, Frauen und Kinder flüchten nach den Seiten. Links rüsten sich Landsknechte und Bürger zum Gefecht gegen den Drachen. Sie laden eine Kartaune. Im rechten Feld feiert der Schäfflertanz den Sieg über den Lindwurm. Die Steinreliefs wurden von den Bildhauern Jakob Bradl, Roth und Franz Bernauer geschaffen und waren eine Spende der Münchener-Aachener Feuerversicherungsgesellschaft.
Das Thema wird in Traufhöhe über dem dritten Obergeschoss in Form der Wasserspeier erneut aufgegriffen. Im Zentrum steht eine Megäre, unter deren Mantel ein teuflisches Geschöpf heranschleicht, das die Pest symbolisiert. Daneben stehen Figuren, die den Kampf gegen die Krankheit darstellen, so ein Arzt, ein Schäffler und ein Musikant.

## Geschichte und Sage
Die Sage vom Münchner Lindwurm stellt eine verfälschende Herkunftssage zum Schäfflertanz dar. Ihr zufolge sei in der Stadtmitte, eventuell auch an dieser Ecke des damaligen Marktplatzes, ein Lindwurm aus der Erde gekrochen und habe die Pest verbreitet. Mutige Männer haben ihn besiegt, aber trotzdem traute sich kein Bürger mehr auf die Straßen, bis die Schäffler mit ihren Tänzen durch die Stadt zogen, woran bis heute der Schäfflertanz erinnert. Da der Schäfflertanz erst im 17. Jahrhundert, lange nach der Pest, als Zunftbrauch nachgewiesen ist, handelt es sich um eine Rückübertragung.
Als Auslöser der Sage gilt der Hausname Wurmeck für das für den Bau des Rathauses abgerissene mittelalterliche Bürgerhaus mit der Adresse Marienplatz 3 an derselben Stelle. Das Gebäude ist bereits 1310/12 als Schönnecgaeris eckehaus (Schöneckers Eckhaus) urkundlich geführt und wird auch weiter im Zusammenhang mit der Familie Schönecker genannt. Der Hausname Wurmeck wird 1431 erstmals urkundlich erwähnt. In einer Liste von Eckhaus-Namen aus dem Jahre 1725 wird berichtet, dass an dem Eckhaus ein Lindwurm angebracht sei, aus späterer Zeit ist das Relief eines Heiligen Georgs nachgewiesen, der den Drachen tötet.
Da von einem Augsburger Zweig der Familie Schönecker bekannt ist, dass sie einen Panthier im Wappen führten, könnte hierin der Ursprung von Darstellung und Sage liegen: Dieses Fabelwesen hat einen Drachenkopf, einen Löwenleib und Adlerklauen und kann je nach heraldischer Darstellung leicht für einen Lindwurm gehalten werden. Somit könnte der Name auch von einem an dem Haus angebrachten Familienwappen der Schöneckers hergeleitet sein. Als Theorie wird angeführt, dass eventuell der Panthier nicht mehr als solcher erkannt und der Heilige Georg als vermeintlich sinnergänzende Darstellung hinzugefügt wurde.